# Embaixada do Brasil em Zagreb
A Embaixada do Brasil em Zagreb é a missão diplomática brasileira da Croácia. A missão diplomática se encontra no endereço, Trg Nikole Subica Zrinskog 10/I, Zagreb, Croácia.